# نموذج فضاء المتجه

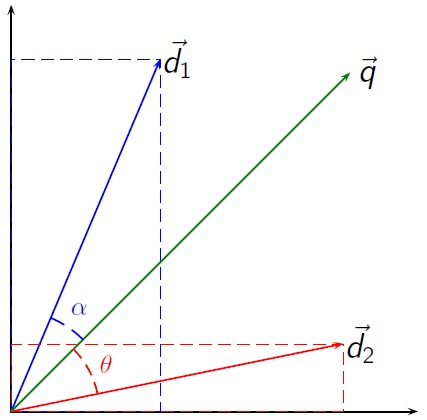

نموذج فضاء المتجه (أو نموذج متجه المصطلحات) هو نموذج جبري لتمثيل مستندات نصية (أو أي كائنات، بشكل عام) كمتجهات معرفات، مثل، على سبيل المثال مصطلحات الفهرسة. ويستخدم في تصفية المعلومات، واسترجاع المعلومات، والفهرسة والترتيب الارتباطي. وكان أول استخدام له في نظام سمارت لاسترجاع المعلومات.